# Mandala 2
Das Mandala 2 ist der zweite Liederkreis des Rigveda. Es besteht aus 43 Liedern, die vorwiegend Agni und Indra gewidmet sind. Mandala 2 wird überwiegend dem Weisen (Rishi) Gṛtsamada śaunohotra zugeschrieben. Es gehört zu den so genannten Familienliederkreisen (Mandala 2 bis Mandala 7), dem ältesten Kern des Rigveda.

## Zeitliche Stellung

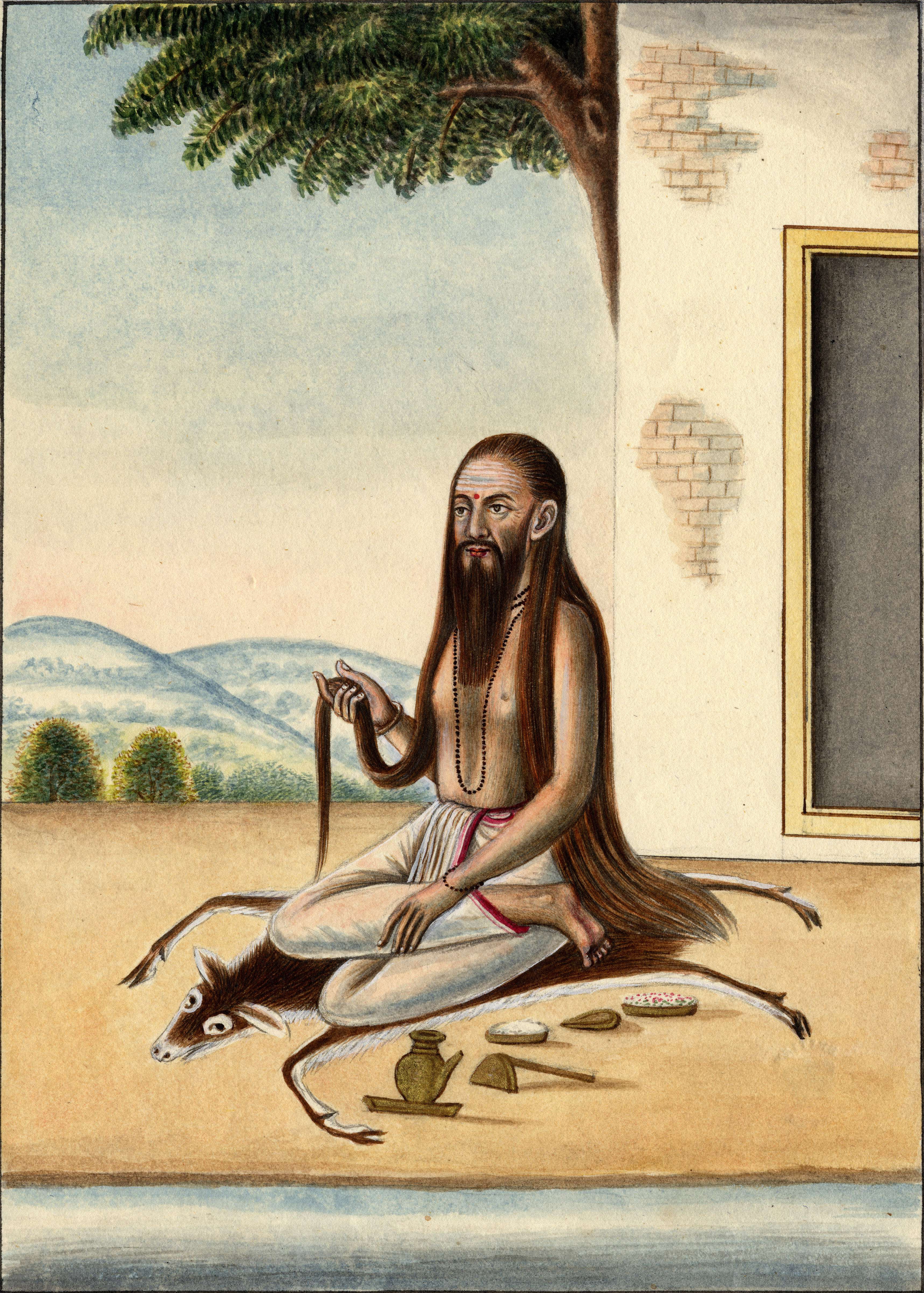
Der Weise Bharadvaja

Laut Witzel (1995) enthält der zweite Liederkreis die ältesten Lieder des Rigveda, die ab ungefähr 1500 v. Chr. entstanden sind.
Der Schöpfer des Mandala 2, der zu den Saptarishis gehörende Weise Grtsamada (Sanskrit गृत्समद), ist ein Nachfahre des Sunahotra Bharadvaja (भरद्वाज), der seinerseits bereits Mandala 6 verfasste. Dies würde bedeuten, dass der zweite Liederkreis etwas jünger als der sechste Liederkreis ist, welcher von Talageri (2000) als frühester Liederkreis des Rigveda angesehen wird.
Unter den verschiedenen Familienliederkreisen besteht noch keine allgemein anerkannte Zeitabfolge. Da die Familienliederkreise in Buchform von den einzelnen Familien aufbewahrt wurden, ehe das Rigveda schließlich in Shakas (śākhā) zusammengefasst wurde, sind sie alle der frühesten  Vedischen Periode zuzurechnen. Ihr Entstehungsprozess dürfte sich aber zweifellos über mehrere Generationen erstreckt haben.

## Strophen

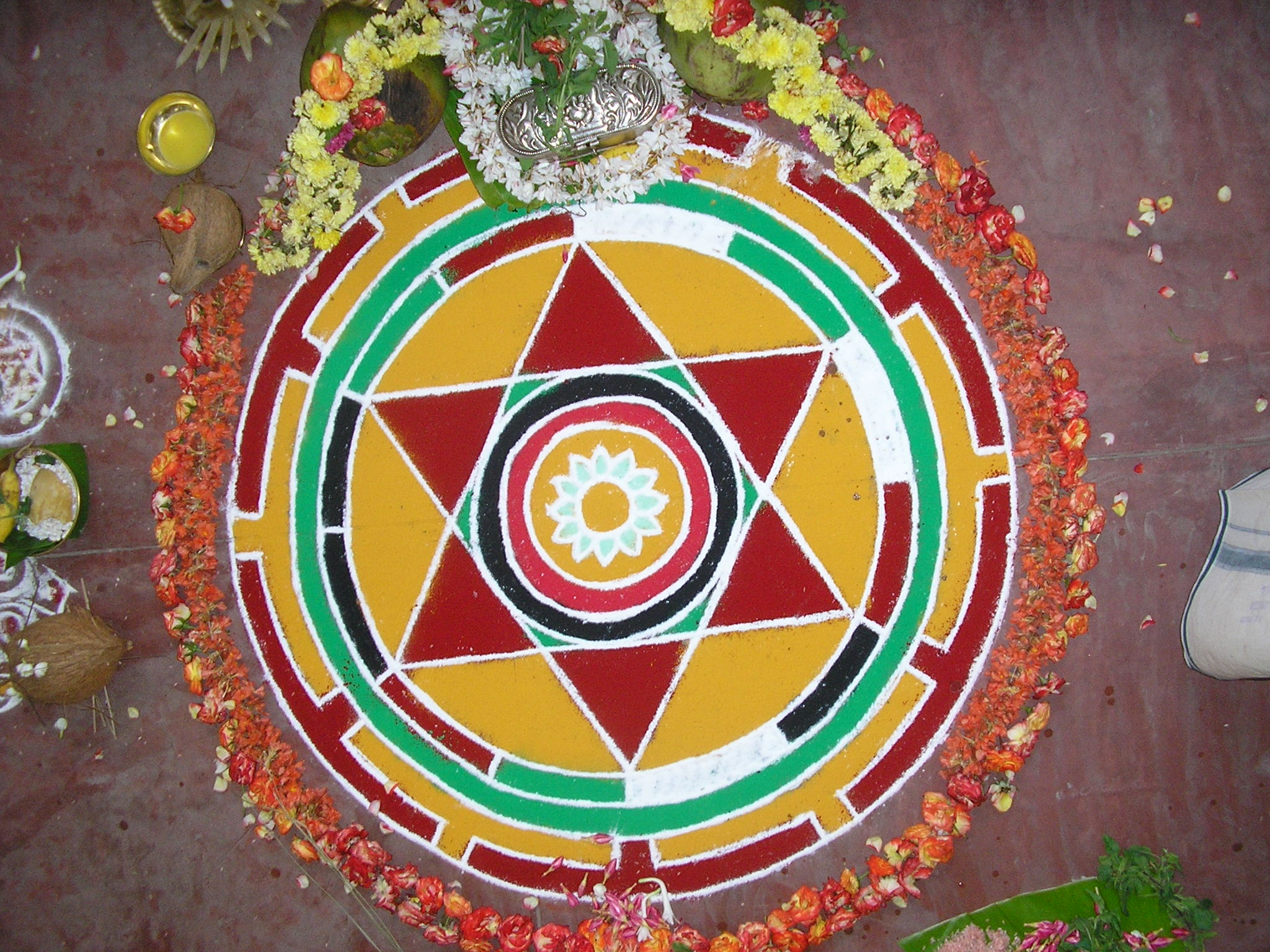
Ein hinduistisches Sandmandala

Die einzelnen Hymnen/Lieder werden ihrerseits in Strophen und Verse unterteilt. Insgesamt besteht das Mandala 2 aus 429 Strophen und 866 Versen. Die Anzahl der Strophen pro Hymne kann hierbei von minimal 3 (Hymne 42 und 43) bis maximal 21 (Hymne 11 an Indra und Hymne 41) variieren. Die einzelnen Strophen haben meist zwei Verse, manche Strophen besitzen jedoch ausnahmsweise bis zu 4 Verse (Hymne 22 an Indra).

## Auflistung der Stropheneinleitungen

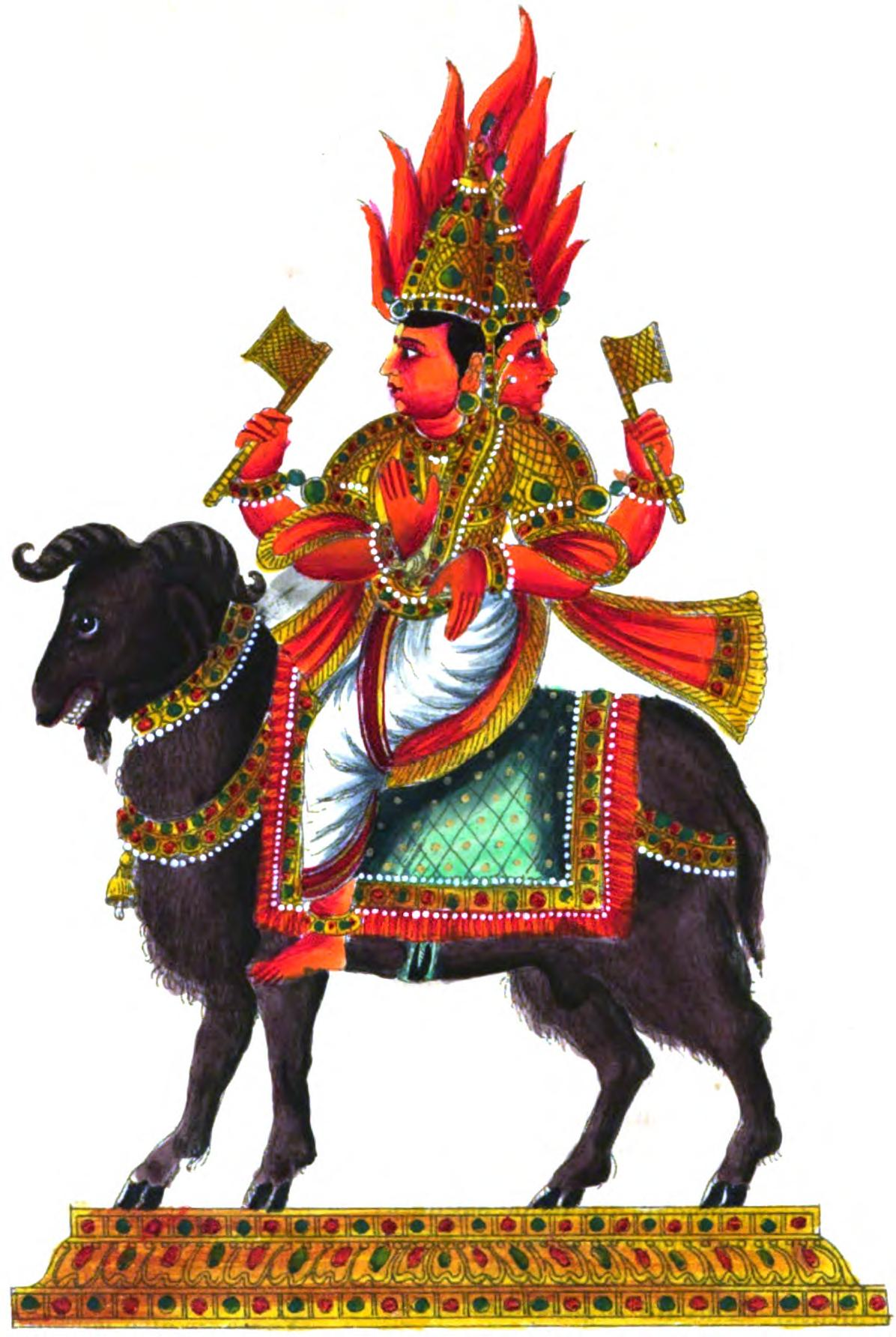
Der Feuergott Agni

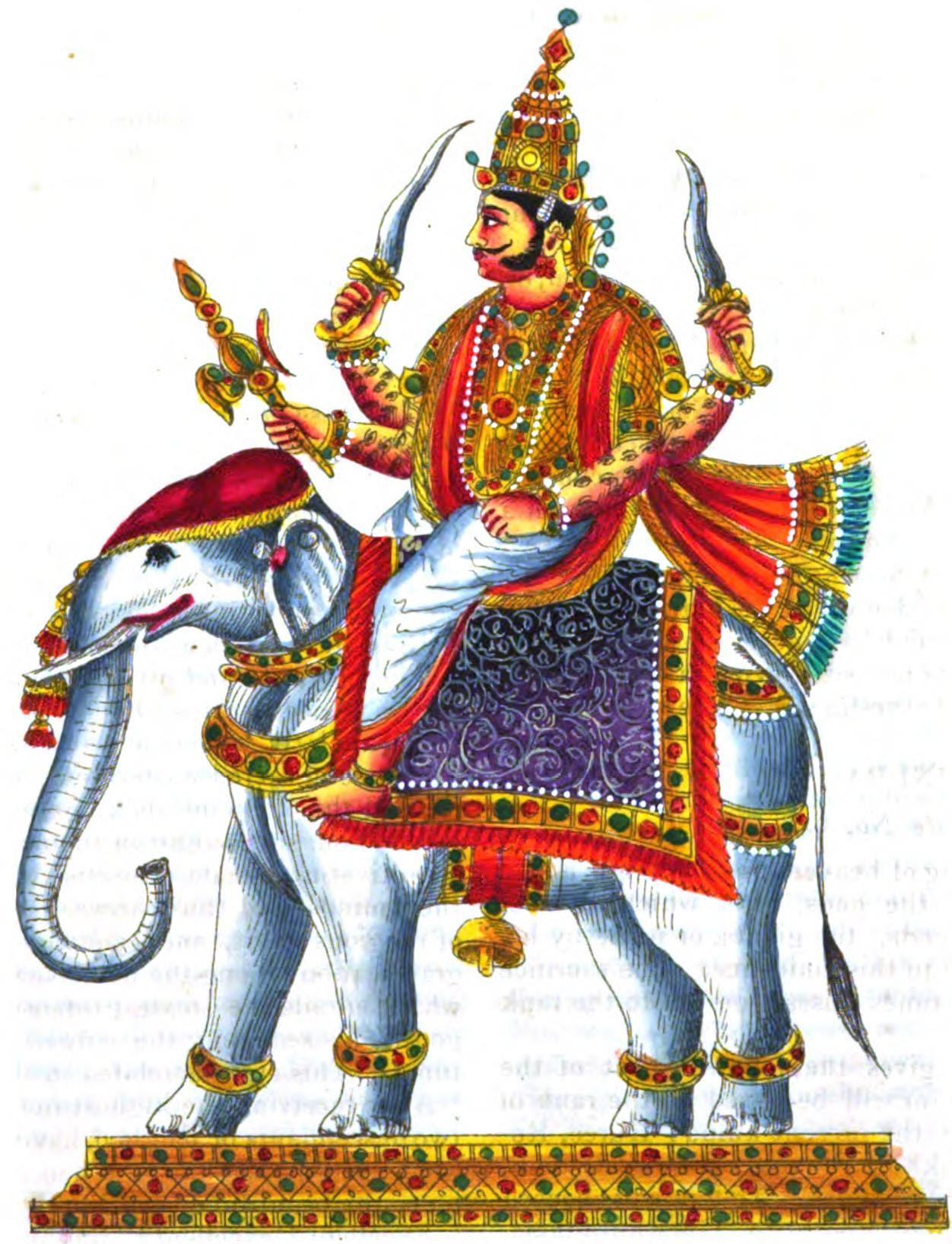
Der Wetter- und Kriegsgott Indra

Anmerkung: Die Adressatenzuordnung folgt Ralph T. H. Griffith.
Die Lieder 4–7 stammen von Somahuti, die Lieder 27–29 gehen auf Kurma, den Sohn des Grtsamada zurück.
Die deutsche Übersetzung folgt Karl Friedrich Geldner.
| Hymne/Lied  | Adressat                            | Sanskrit              | Transliteration                      | Übersetzung                                                                     |
| ----------- | ----------------------------------- | --------------------- | ------------------------------------ | ------------------------------------------------------------------------------- |
| 2, 1 (192)  | Agni                                | तवमग्ने दयुभिस्त्वमाशुशुक्षणिस्   | tvám agne dyúbhis tvám āśuśukṣánis   | Du, oh Agni, wirst mit Tagesanbruch geboren, du als Brennlustigster…            |
| 2, 2 (193)  | Agni                                | यज्ञेन वर्धत जातवेदसम      | yajñéna vardhata jātávedasam         | Verherrlicht durch Opfer die Jataveda…                                          |
| 2, 3 (194)  | Apri                                | समिद्धो अग्निर्निहितः पर्थिव्यां    | sámiddho agnír níhitah pṛthivyâm     | Entflammt, auf die Erde niedergesetzt steht Agni da…                            |
| 2, 4 (195)  | Agni                                | हुवे वः सुद्योत्मानं सुव्र्क्तिं     | huvé vaḥ sudiyótmānam suvṛktím       | Für dich rufe ich den ruhmreichen, strahlend leuchtenden Agni…                  |
| 2, 5 (196)  | Agni                                | होताजनिष्ट चेतनः            | hótājaniṣṭa cétanah                  | Der ansehnliche Hotri ist jetzt geboren…                                        |
| 2, 6 (197)  | Agni                                | इमां मे अग्ने समिधमि         | imâm me agne samídham                | Mögest du diese Huldigung gern annehmen oh Agni…                                |
| 2, 7 (198)  | Agni                                | शरेष्ठं यविष्ठ भारताग्ने       | śréṣṭhaṃ yaviṣṭha bhāratāgne         | Oh Agni, Bester unter den Bharata…                                              |
| 2, 8 (199)  | Agni                                | वाजयन्निव नू रथान          | vājayánn iva nû ráthān               | Wie der Wettfahrende seinen Wagengespannen…                                     |
| 2, 9 (200)  | Agni                                | नि होता होत्र्षदने विदानस्      | ní hótā hotṛṣádane vídānas           | Der Hotri hat sich auf seinem Hotri-Sitz als Bekannter niedergesetzt …          |
| 2, 10 (201) | Agni                                | जोहूत्रो अग्निः परथमः पितेवेळस   | johûtro agníḥ prathamáḥ pitévedas    | Agni ist als Erster laut zu rufen wie ein Vater                                 |
| 2, 11 (202) | Indra                               | शरुधी हवमिन्द्र मा रिशण्यः     | śrudhî hávam indra mâ riṣaṇyaḥ       | Erhöre den Ruf, o Indra, versieh dich nicht !                                   |
| 2, 12 (203) | Indra                               | यो जात एव परथमो मनस्वान    | yó jātá evá prathamó mánasvān        | Der Gott, der eben geboren, voller Umsicht …                                    |
| 2, 13 (204) | Indra                               | रतुर्जनित्री तस्या अपस परि    | ṛtúr jánitrī tásyā apás pári         | Die Jahreszeit ist seine Gebärerin. Von ihr geboren ging er alsbald ins Wasser… |
| 2, 14 (205) | Indra                               | अध्वर्यवो भरतेन्द्राय सोमम    | ádhvaryavo bháraténdrāya sómam       | Adhvaryu´s! Traget für Indra den Soma auf…                                      |
| 2, 15 (206) | Indra                               | पर घा नवस्य महतो महानि     | prá ghā nú asya maható mahâni        | Nun will ich die großen (Werke) dieses Großen…                                  |
| 2, 16 (207) | Indra                               | पर वः सतां जयेष्ठतमाय सुष्टुतिम | prá vaḥ satâṃ jyéṣṭhatamāya suṣṭutím | Dem Allerhöchsten bringe ich euer Loblied dar…                                  |
| 2, 17 (208) | Indra                               | तदस्मै नव्यमङगिरस्वदर्चत    | tád asmai návyam aṅgirasvád arcata   | Singet ihm dieses neue Lied in Angirasweise…                                    |
| 2, 18 (209) | Indra                               | पराता रथो नवो योजि सस्निश्     | prātâ rátho návo yoji sásniś         | Am Morgen wird der neue Wagen geschirrt…                                        |
| 2, 19 (210) | Indra                               | अपाय्यस्यान्धसो मदाय         | ápāyi asya ándhaso mádāya            | Ein Trunk ward getan von diesem Safte…                                          |
| 2, 20 (211) | Indra                               | वयं ते वय इन्द्र विद्धि षु णः  | vayám te váya indra viddhí ṣú ṇaḥ    | Wir führen dir, Indra, - nimm doch ja Kenntnis von uns - …                      |
| 2, 21 (212) | Indra                               | विश्वजिते धनजिते सवर्जिते      | viśvajíte dhanajíte svarjíte         | Ihm, der alles ersiegt, Beute erringt, Sonnenlicht auf sich zieht…              |
| 2, 22 (213) | Indra                               | तरिकद्रुकेषु महिषो यवाशिरं      | tríkadrukeṣu mahiṣó yávāśiraṃ        | Bei den Trikadruka´s trank der vielmutige Büffel…                               |
| 2, 23 (214) | Brahmanaspati                       | गणानां तवा गणपतिं हवामहे      | gaṇânāṃ tvā gaṇápatiṃ havāmahe       | Wir rufen dich, den Herrn der Sängerscharen an…                                 |
| 2, 24 (215) | Brahmanaspati                       | सेमामविड्ढि परभ्र्तिं य ईशिषे    | sémâm aviḍḍhi prábhṛtiṃ yá îśiṣe     | Gib dieser Darbringung den Vorzug, der du Herr darüber bist…                    |
| 2, 25 (216) | Brahmanaspati                       | इन्धानो अग्निं वनवद वनुष्यतः   | índhāno agníṃ vanavad vanuṣyatáḥ     | Wer das Opferfeuer entzündet, wird die Neider überwinden…                       |
| 2, 26 (217) | Brahmanaspati                       | रजुरिच्छंसो वनवद वनुष्यतो     | ṛjúr íc cháṃso vanavad vanuṣyató     | Wer aufrichtig redet, wird die Neider überwinden…                               |
| 2, 27 (218) | Adityas                             | इमा गिर आदित्येभ्यो घर्तस्नूः    | imâ gíra ādityébhyo ghṛtásnūḥ        | Diese salbungsvollen Lobreden opfere ich den Adityas…                           |
| 2, 28 (219) | Varuna                              | इदं कवेरादित्यस्य सवराजो      | idáṃ kavér ādityásya svarâjo         | Dies Lied auf den weisen, selbstherrlichen Aditisohn…                           |
| 2, 29 (220) | Vishvedevas (Gesamtheit der Götter) | धर्तव्रता आदित्या इषिरा       | dhŕtavratā âditiyā íṣirā             | Ihr eifrigen Adityas, die ihr die Gebote aufrecht haltet…                       |
| 2, 30 (221) | Indra und andere Götter             | रतं देवाय कर्ण्वते सवित्र     | ṛtáṃ devâya kṛṇvaté savitrá          | Dem Gott Savitri, der ihnen den rechten Weg bereitet…                           |
| 2, 31 (222) | Visvedeva                           | अस्माकं मित्रावरुणावतं रथम     | asmâkam mitrāvaruṇāvataṃ rátham      | Unseren Wagen bevorzuget, Mitra, und Varuna…                                    |
| 2, 32 (223) | Verschiedene Gottheiten             | अस्य मे दयावाप्र्थिवी रतायतो    | asyá me dyāvāpṛthivī ṛtāyató         | Himmel und Erde, seid Gönnerinnen dieser Rede von mir…                          |
| 2, 33 (224) | Rudra                               | आ ते पितर्मरुतां सुम्नमेतु      | â te pitar marutāṃ sumnám etu        | Deine Huld soll kommen, du Vater der Marut…                                     |
| 2, 34 (225) | Maruts                              | धारावरा मरुतो धर्ष्ण्वोजसो      | dhārāvarâ marúto dhṛṣṇúojaso         | Die strömenden Marut von kühner Kraft…                                          |
| 2, 35 (226) | Wassersöhne (Apam Napat)            | उपेमस्र्क्षि वाजयुर्वचस्यां      | úpem asṛkṣi vājayúr vacasyâṃ         | Nach dem Siegerpreis strebend habe ich meine Beredsamkeit ergossen…             |
| 2, 36 (227) | Götterturnus                        | तुभ्यं हिन्वानो वसिष्ट गा अपो    | túbhyaṃ hinvānó vasiṣṭa gâ apó       | Für dich zur Eile getrieben hat er sich in Kuhmilch, in Wasser eingehüllt…      |
| 2, 37 (228) | Götterturnus                        | मन्दस्व होत्रादनु जोषमन्धसो    | mándasva hotrâd ánu jóṣam ándhaso    | Berausche dich nach Lust an dem Trank aus dem Becher des Hotri…                 |
| 2, 38 (229) | Savitri                             | उदु षय देवः सविता सवाय      | úd u ṣyá deváḥ savitâ savâya         | Dieser Gott Savitri hat sich zum vielten Male aufgemacht…                       |
| 2, 39 (230) | Ashvins                             | गरावाणेव तदिदथं जरेथे        | grâvāṇeva tád íd árthaṃ jarethe      | Ihr seid früh wach, wie (zwei) Preßsteine an dasselbe Geschäft gehend...        |
| 2, 40 (231) | Soma und Pushan                     | सोमापूषणा जनना रयीणां         | sómāpūṣaṇā jánanā rayīṇâṃ            | Soma und Pushan, euch Schöpfer der Reichtümer…                                  |
| 2, 41 (232) | Verschiedene Gottheiten             | वायो ये ते सहस्रिणो          | vâyo yé te sahasríṇo                 | Vayu! Du hast tausendfache Wagen…                                               |
| 2, 42 (233) | Kapinjala (Weissagevogel)           | कनिक्रदज्जनुषं परब्रुवाण      | kánikradaj janúṣam prabruvāṇá        | Schreiend, seine Herkunft kund tuend…                                           |
| 2, 43 (234) | Kapinjala                           | परदक्षिनिदभि गर्णन्ति कारवो    | pradakṣiníd abhí gṛṇanti kārávo      | Die Weissagevögel antworten wie die Sänger nach rechts gewandt…                 |